# Consoante epiglotal
Uma consoante epiglótica ou epiglotal é uma consoante articulada com as pregas ariepiglóticas contra a epiglote. Ocasionalmente, são chamadas de consoantes ariepiglotais.
 

Esling (2010) combina as consoantes epiglotais e faríngeas em um único local de articulação, com a diferença entre as fricativas faríngeas e epiglotais do gráfico IPA diferindo na forma de articulação ao invés de no local:
As chamadas "fricativas epiglóticas" são representadas [aqui] como vibrantes múltiplos faríngeos, [ʜ ʢ], uma vez que o local de articulação é idêntico a [ħ ʕ], mas o trinado das pregas ariepiglóticas é mais provável de ocorrer em configurações mais apertadas de o constritor laríngeo ou com fluxo de ar mais forte. Os mesmos símbolos "epiglotais" podem representar as fricativas faríngeas que têm uma posição laríngea mais alta do que [ħ ʕ], mas uma posição laríngea mais alta também tem maior probabilidade de induzir um trinado do que uma fricativa faríngea com uma posição laríngea rebaixada. Como [ʜ ʢ] e [ħ ʕ] ocorrem no mesmo local de articulação faríngea/epiglótica (Esling, 1999), a distinção fonética lógica a ser feita entre eles é na forma de articulação, vibrante versus fricativa.

## Consoantes epiglotais no AFI
| AFI                               | Descrição          | Exemplo | Exemplo    | Exemplo       | Exemplo     |
| --------------------------------- | ------------------ | ------- | ---------- | ------------- | ----------- |
| AFI                               | Descrição          | Língua  | Ortografia | AFI           | Significado |
|                                   | Oclusiva epiglotal | Agul    |            | jaʡ           | Centro      |
| Vibrante múltipla epiglotal       | Árabe              | تَعَشَّى    | tɑʢɑʃʃæ    | Ter ceia      |             |
| Vibrante múltipla epiglotal surda | Agul               |         | mɛʜ        | Soro de leite |             |

- Uma parada epiglótica sonora pode não ser possível. Quando uma parada epiglótica se torna pronunciada intervocalicamente em Dahalo, por exemplo, ela se torna um tepe.[1]
- Embora tradicionalmente colocado na linha fricativa do gráfico IPA, ⟨ʢ⟩ é geralmente um aproximante. O símbolo AFI em si é ambíguo, mas nenhuma linguagem tem uma fricativa e uma aproximação distintas neste local de articulação. Às vezes, o diacrítico de redução é usado para especificar que a maneira é aproximada: ⟨ʢ̞⟩.[1]
- As vibrante simples epiglotais são bastante comuns (isto é, para epiglóticos), mas isso geralmente pode ser considerado uma parada fonêmica ou uma fricativa, com o trinado sendo um detalhe fonético. O AFI não tem símbolo para isso, embora ⟨я⟩ às vezes seja visto na literatura.[1]

## Características
- Epiglotais não ocorrem em muitos idiomas. No entanto, isso pode ser parcialmente um efeito da dificuldade que os linguistas que falam línguas europeias têm em reconhecê-los; é provável que consoantes supostamente faríngeas em muitas das línguas relatadas como possuindo-as sejam de fato epiglóticas em articulação. Foi descoberto que esse era o caso de Dahalo, por exemplo.[1]
- Epiglotais são conhecidos principalmente de línguas semíticas do Oriente Médio. Uma fricativa epiglótica surda é encontrada no norte da Califórnia em Achumawi, nas línguas salishanas imediatamente ao norte e nas línguas wakashan da Colúmbia Britânica (os "trinados faríngeos" no norte de Haida são na verdade epiglotais). Eles também ocorrem em outros lugares, particularmente em línguas do Nordeste do Cáucaso, como o Checheno.[1]
- No entanto, as consoantes epiglotais são fonemicamente contrastantes com as faríngeas pelo menos em um caso, o dialeto Richa de Aghul, uma língua lézgica do nordeste do Cáucaso falada no Daguestão:[3] /ħaw/ "úbere" vs. /ʜatʃ/ "maçã"; /ʕan/ "barriga" vs. /ʢakʷ/ "luz".[1]
- Em 1995, um novo local de articulação radical possível, epigloto-faríngeo, foi relatado.[1]